# Latastia ornata
Espèce
Statut de conservation UICN

 DD  : Données insuffisantes
Latastia ornata est une espèce de sauriens de la famille des Lacertidae.

## Répartition
Cette espèce est endémique de Guinée-Bissau.

## Publication originale
- Monard, 1940 : Résultats de la mission du Dr. Monard en Guinée Portugaise 1937 – 1938. Arquivos do Museu Bocage, Lisboa, vol. 11, p. 147-182.